# الحجوف (الشعر)

تعديل مصدري - تعديل

الحجوف محلة تابعة لقرية العروس، التابعة لعزلة بيت الصائدي بمديرية الشعر إحدى مديريات محافظة إب في الجمهورية اليمنية.، بلغ تعداد سكانها 58 حسب تعداد اليمن لعام 2004.